# Lukas Miller
Lukas Davin Miller (Pomona, 26 de abril de 2002) es un deportista estadounidense que compite en natación, especialista en el estilo mariposa. En los Juegos Panamericanos de 2023 obtuvo dos medallas de oro, en las prueba de 100 m mariposa y 4 × 100 m estilos.

## Palmarés internacional
| Juegos Panamericanos | Juegos Panamericanos | Juegos Panamericanos | Juegos Panamericanos |
| Año                  | Lugar                | Medalla              | Prueba               |
| -------------------- | -------------------- | -------------------- | -------------------- |
| 2023                 | Santiago (Chile)     | Medalla de oro       | 100 m mariposa       |
| 2023                 | Santiago (Chile)     | Medalla de oro       | 4 × 100 m estilos    |